# Croce Rossa cilena

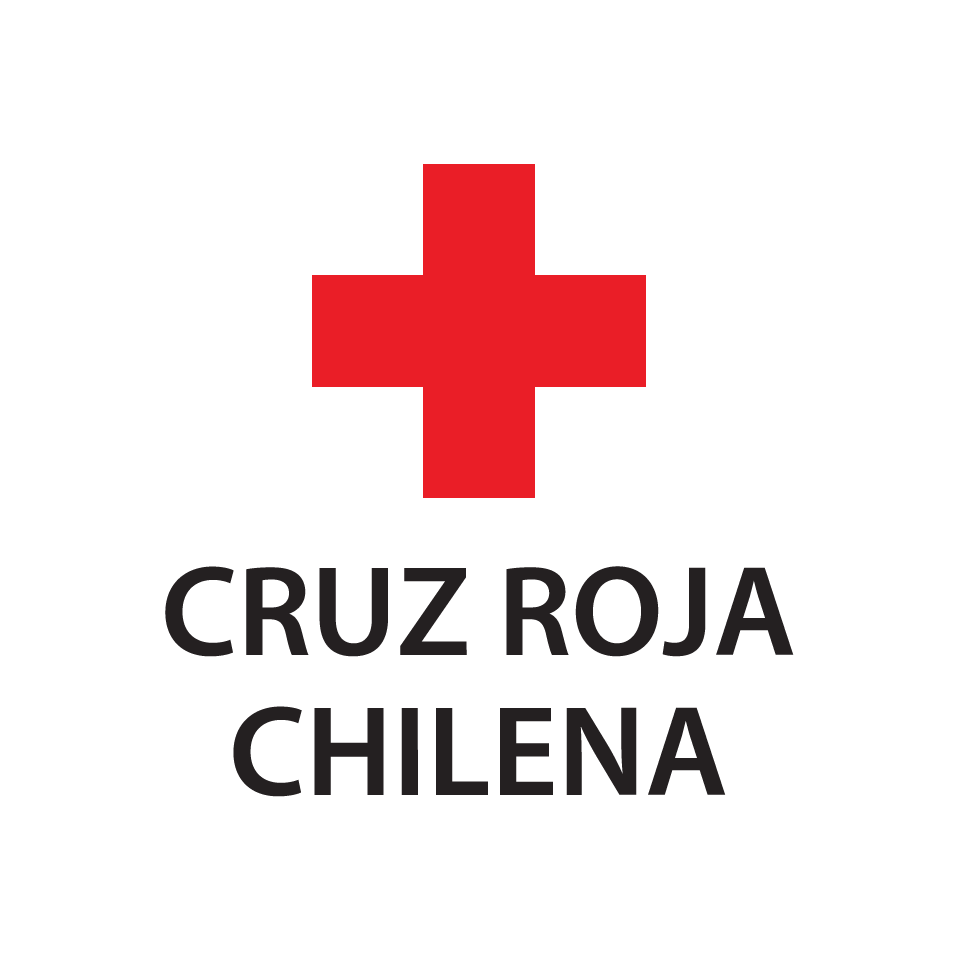

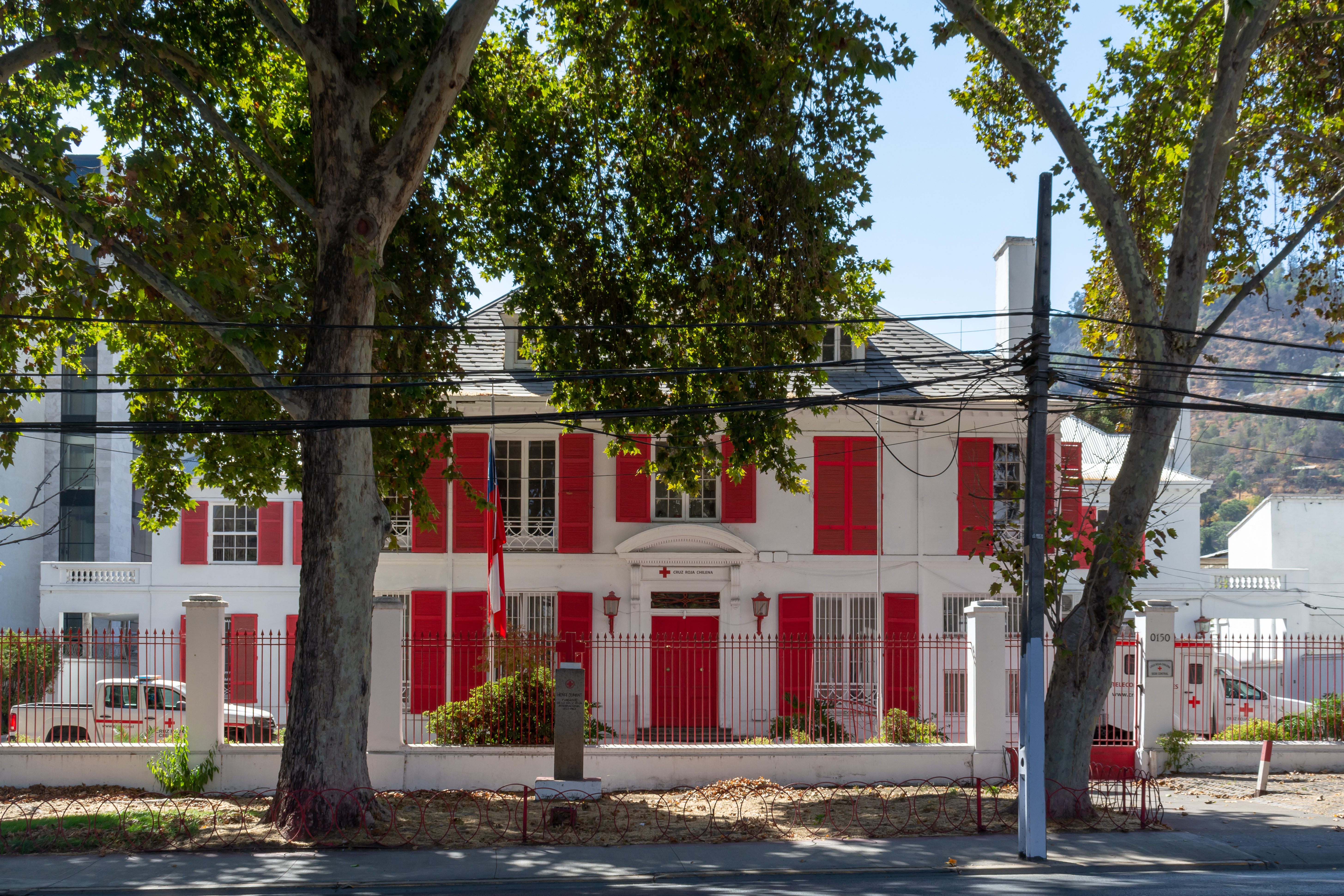

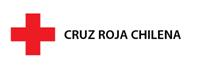

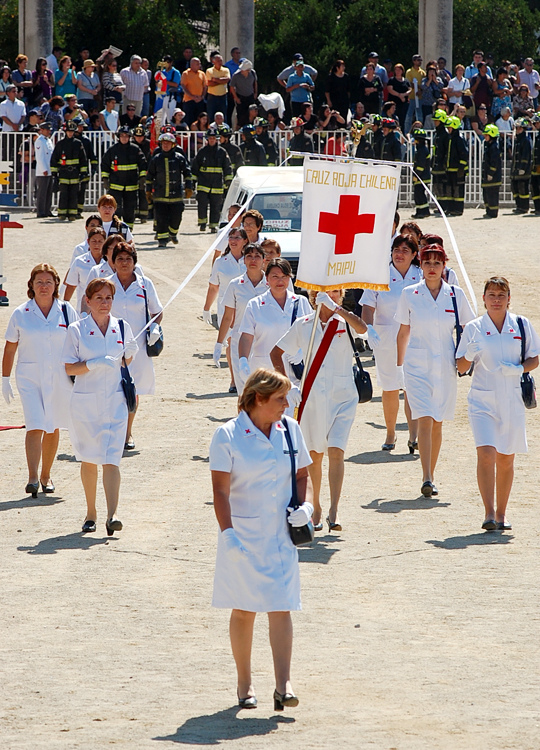

il simbolo della Croce Rossa

La Cruz Roja Chilena è la società nazionale di Croce Rossa della Repubblica del Cile (República de Chile, in spagnolo), stato del continente sudamericano.

## Denominazione ufficiale
- Cruz Roja Chilena, in lingua spagnola, idioma ufficiale del paese;
- Chilean Red Cross in lingua inglese, denominazione utilizzata presso la Federazione;

## Storia
Agli inizi del Novecento, l'immigrato italiano in Cile Vittorio Cuccuini Nannelli ebbe l'idea di fondare una associazione di assistenza ai meno abbienti e soprattutto ai numerosi italiani che giungevano nel Paese. Vittorio Cuccuini Nannelli ottenne l'appoggio di alcune persone, cittadini cileni ed immigranti, che collaborarono alla creazione di questo sodalizio. Il 18 dicembre 1903 nel corso di una riunione a Punta Arenas, nel Cile meridionale, venne costituito il Cuerpo de Salvavidas y Guardias de Propiedad ("Corpo dei Soccorritori e Guardie di Proprietà", in spagnolo), una milizia volontaria che si sarebbe occupata tanto di prestare assistenza alla popolazione, quanto di compiti di sorveglianza a tutela della pubblica sicurezza.
Gli altri fondatori, che presero parte alla riunione, furono:
- Rosamel Garay,
- Antonio Gallardo,
- Justo Alarcón,
- Manuel Tangacis,
- Eusebio Rodríguez,
- Juan Barbeito,
- Carlos Younquet,

oltre naturalmente allo stesso Vittorio Cuccuini Nannelli che nella stessa occasione venne proclamato Capitano del neonato Corpo.
L'interesse dell'ideatore e fondatore era però orientato verso i soli compiti di mutua assistenza.
L'associazione ottenne l'appoggio della circoscrizione locale della Società Salesiana di San Giovanni Bosco ed anche della Società di Mutuo Soccorso e Beneficenza che operava a Punta Arenas dal giugno 1895. Questa coalizione rafforzò l'immagine della società, che vide incrementare donazioni e lasciti.
Il Corpo si impegnò successivamente anche nella formazione di personale addetto al primo soccorso, e qualche anno dopo venne ribattezzato Cuerpo de Asistencia Social. Il Cuerpo si dotò di una propria uniforme e di un veicolo per il trasporto degli infermi, un carro trainato a mano dai volontari, istituendo il primo servizio di trasporto infermi della città e dell'intero paese.
Nel 1905 due ambulanze trainate da cavalli vennero donate da Sara Braun, vedova del Presidente del Portogallo José Nogueira e membro di una ricca famiglia di latifondisti di Magallanes.
Il 31 maggio dello stesso anno, il Cuerpo ricevette dal governo cileno il riconoscimento giuridico di società di soccorso, e venne ribattezzata Cruz Roja de Magallanes ("Croce Rossa magellanica") dal nome della Provincia di Magallanes in cui si trova Punta Arenas. Il Capitano Vittorio Cuccuini Nannelli, primo Presidente della neonata Croce Rossa, morì la notte del 30 giugno del 1906, colpito da un colpo apoplettico mentre partecipava alle ricerche di una donna dispersa in una tormenta di neve. Appena due settimane dopo, nonostante la prematura scomparsa del Presidente, la Croce Rossa magellanica si distinse nel supporto alla popolazione in occasione di un violento terremoto che colpì il Cile il 17 agosto del 1906 con epicentro a Valparaíso causando la morte di circa 20.000 persone.
Nel 1910 la sede storica di Punta Arenas diviene Comitato Centrale e vengono create nuove filiali a Tocopilla, a Valparaíso, ed infine ad Osorno.
Nel 1914, allo scoppio della prima guerra mondiale, il Comitato Internazionale della Croce Rossa sollecitò i Paesi membri, e quindi anche il Cile, ad organizzare la Società a livello nazionale, come previsto dalle Convenzioni di Ginevra.
Venne così fondata, il 13 ottobre dello stesso anno, una associazione nazionale femminile di assistenza infermieristica volontaria, denominata Cruz Roja de las Mujeres de Chile ("Croce Rossa delle donne cilene") a Santiago, con una sezione a Punta Arenas. Negli anni successivi vennero aperte altre filiali in tutto il Paese.
Nel 1923, con la Legge del 17 aprile del Governo cileno, nacque la Cruz Roja Cilena riunendo la capostipite Cruz Roja de Magallanes e la Cruz Roja de las Mujeres de Chile che diventa la filiale "María Luisa Torres" di Santiago.
In occasione della visita del Papa Giovanni Paolo II in Cile nel 1987 (dal 1 al 6 aprile, la Croce Rossa Cilena organizza l'assistenza all'evento, che porta alla costituzione, l'8 maggio dello stesso anno, del Cuerpo de Socorristas ("Corpo dei Soccorritori") che al momento della fondazione contava 20 volontari.

## Organizzazione
L'Assemblea Generale è il massimo organo di governo della Croce Rossa Cilena. Ha il compito di mantenere le direttive, gli obbiettivi e i programmi a livello nazionale, stabilire la politica interna e di azione.
Ne fanno parte:
- il Comitato Centrale;
- la Giunta di Governo;
- i Presidenti dei Comitati Regionali;
- i Presidenti delle Filiali locali.

Il Comitato Centrale (Comité Central) fa capo al Presidente nazionale e la sua funzione principale è di stabilire la politica dell'associazione e dirigere le sue attività. È composto da:
- il Presidente;
- il Vicepresidente;
- il Secondo Vicepresidente;
- il Segretario Generale;
- il consulente legale ("asesor juridico")
- gli 11 Presidenti dei Comitati Regionali
- 3 membri eletti dallo stesso Comitato Centrale
- i rappresentanti dei Ministeri cileni degli Interni, degli Affari Esteri, della Difesa, dell'Istruzione e della Salute;
- i rappresentanti dei Servizi Sanitari delle Forze Armate cilene e dei Carabineros de Chile (la polizia militare).

La Giunta di Governo (Junta de Gobierno ) è composta da:
- il Presidente;
- il Vicepresidente;
- il Secondo Vicepresidente;

Esistono inoltre sette Direttori Nazionali, ciascuno competente per uno specifico settore:
- il Direttore Esecutivo;
- il Direttore per lo sviluppo;
- il Direttore finanza e contabilità;
- il Direttore delle comunicazioni;
- il Direttore per la salute e il benessere sociale;
- il Direttore per la gestione del rischio;
- il Direttore per la gioventù.

## Corpo dei Soccorritori
Il Cuerpo de Soccorristas della Croce Rossa Cilena, istituito l'8 maggio del 1987, è composto di volontari soccorritori che ricevono addestramento specifico nel primo soccorso, nella ricerca e nel salvataggio di persone, nella protezione civile, nell'installazione e gestione dei posti di soccorso.
Il Corpo risponde al Departamento de Socorros della Croce Rossa Cilena e collabora con i pompieri e le autorità competenti; le operazioni in caso di emergenza sono coordinate dagli enti preposti alla gestione delle emergenze, ovvero il COE (Comité Operativo de Emergencia Local) a livello locale ed il ONEMI (Oficina Nacional de Emergencias) a livello nazionale.

## Suddivisioni territoriali
L'intero territorio nazionale, compresa l'Isola di Pasqua, è presidiato dalle Filiali locali coordinate dai Comitati Regionali.

### Comitati Regionali
I Comités Regionales gli organismi di direzione, coordinazione e controllo delle Filiali di rispettiva competenza territoriale; rispondono al Comitato Centrale ed alla Giunta Esecutiva. Ogni comitato è retto da un proprio Presidente.
I Comitati Regionali sono 11 la cui competenza territoriale coincide all'incirca con quella delle regioni amministrative:
- Comité Regional de la I Región per la Regione di Tarapacá
- Comité Regional de la II Región per la Regione di Antofagasta
- Comité Regional de la III y IV Regiones per le regioni di Atacama e Coquimbo
- Comité Regional de la V Región per la Regione di Valparaíso
- Comité Regional de la VI Región per la Regione del Libertador General Bernardo O'Higgins
- Comité Regional de la VII Región per la Regione del Maule
- Comité Regional de la VIII Región per la Regione del Bío Bío
- Comité Regional de la IX Región per la Regione dell'Araucanía
- Comité Regional de la X y XI Regiones per le regioni di Los Lagos y Aysén
- Comité Regional de la XII Región per la Regione di Magellano e dell'Antartide Cilena.
- Comité Regional Metropolitano per la Regione Metropolitana di Santiago

### Filiali
Le 191 Filiales sono gli organismi operativi locali incaricati di realizzare i programmi della Croce Rossa Cilena. Ogni filiale è retta da un Presidente.

## Attività

### Sanità
La Croce Rossa cilena gestisce 120 poliambulatori (chiamati centros de salud) distribuiti in tutto il paese, presso altrettante filiali locali. Presso alcuni di questi ambulatori operano, oltre al medico di medicina generale, alcuni specialisti come pediatri, ofatalmologi, odontoiatri e ginecologi. La Croce Rossa cilena svolge campagne di educazione alla salute, per esempio per la salute orale e la prevenzione della obesità e dell'HIV/AIDS.

### Sociale
La Croce Rossa Cilena è membro del Rome Consensus per la lotta alla tossicodipendenza.

### Protezione e Difesa civile
La Croce Rossa cilena opera come protezione e difesa civile in caso di disastri e grandi emergenze in coordinamento con l'ONEMI (Oficina Nacional de Emergencias, "Ufficio Nazionale per le Emergenze" in spagnolo), l'Ente che gestisce i soccorsi a livello nazionale, e con il COE locale (Comité Operativo de Emergencia Local).

### Educazione
Tra i compiti della Croce Rossa c'è l'educazione rivolta alle scuole, alle istituzioni ed a gruppi di persone che ne fanno richiesta. Tra gli altri, l'associazione tiene corsi di preparazione ai disastri, primo soccorso e prevenzione degli infortuni domestici.

### Ricongiungimento dei legami familiari
La Croce Rossa cilena è incaricata di rintracciare e ristabilire i contatti tra familiari separati da conflitti armati, disastri naturali e tecnologici, sia a livello nazionale che internazionale.

### Terza età
La Croce Rossa cilena gestisce 169 centri per la terza età (chiamati Centro Integral del Adulto Mayor) ripartiti in 114 filiali, dove viene offerta alla popolazione anziana oltre all'assistenza medica anche spazi ricreativi, gite organizzate, educazione fisica e alimentare.